# Paracheilinus nursalim
Paracheilinus nursalim es una especie de peces de la familia Labridae en el orden de los Perciformes.

## Distribución geográfica
Se encuentra en el oeste de Nueva Guinea.